# Титово (Зарайский район)
Титово — деревня в Зарайском районе Московской области, в составе муниципального образования сельское поселение Машоновское (до 29 ноября 2006 года входила в состав Протекинского сельского округа), деревня связана автобусным сообщением с райцентром и соседними населёнными пунктами.

## Население
| 2002 | 2006 | 2010 |
| ---- | ---- | ---- |
| 44   | ↗46  | ↗49  |

## География
Титово расположено в 12 км на северо-запад от Зарайска, на безымянном ручье, притоке малой реки Уница (правый приток реки Осетр), высота центра деревни над уровнем моря — 171 м.